# Tesla (banda)

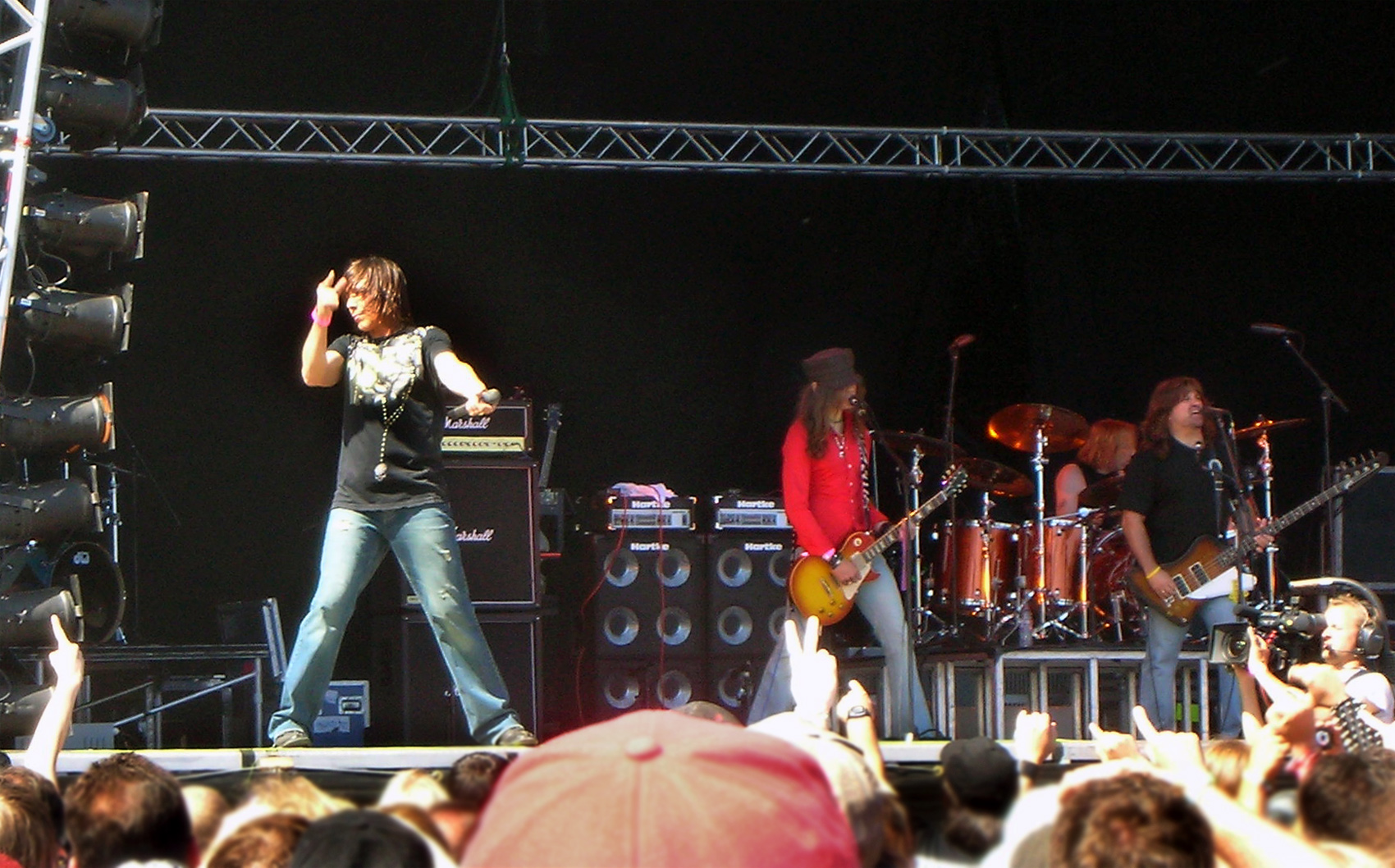
Tesla num festival de rock na Suécia, 2008.

Tesla é uma banda de hard rock estadunidense. Foi formada em Sacramento no ano de 1981 pelo baixista Brian Wheat e o guitarrista Frank Hannon como City Kidd, tendo sua formação finalmente composta apenas em 1984 com as entradas do vocalista Jeff Keith, do baterista Troy Luccketta e do guitarrista Tommy Skeoch.
Em 1986, com um novo foco musical é optada a adoção de um novo nome: "Tesla", em uma homenagem a Nikola Tesla. Desde o álbum de abertura "Mechanical Resonance", de 1986, a banda brinda fãs e críticos com uma sonoridade limpa, de alto feeling instrumental, com influências claras no hard rock setentista europeu, mesclado a um metal clássico com doses cavalares do blues-rock, tipico dos melhores power trios. A banda possui cerca de 14 milhões de álbuns vendidos nos Estados Unidos.

## Membros
- Brian Wheat – baixo, backing vocal, teclados, piano (1981–1996, 2000–atualmente)
- Frank Hannon – guitarra, backing vocal, teclados, piano, baixo (1981–1996, 2000–atualmente)
- Jeff Keith – vocal (1984–1996, 2000–atualmente)
- Troy Luccketta – bateria e percussão (1984–1996, 2000–atualmente)
- Dave Rude – guitarra, backing vocal, baixo (2006–atualmente)

## Discografia
Álbuns de estúdio
- Mechanical Resonance (1986)
- Great Radio Controversy (1989)[4]
- Psychotic Supper (1991)
- Bust A Nut (1994)
- Into The Now (2004)
- Real to Reel (2007) Álbum de covers
- Forever More (2008)
- Simplicity (2014)
- Shock (2019)

Acústico
- Twisted Wires & the Acoustic Sessions... (2011)

Ao vivo
- Five Man Acoustical Jam (1990)
- RePlugged Live (2001)
- Alive In Europe (2010)
- Mechanical Resonance Live (2016)

Compilações
- Times Makin´ Changes (Best-Of) (1995)
- Best Of Tesla (2001)